# تومي مانديل
تومي مانديل (بالإنجليزية: Tommy Mandel)‏ هو موسيقي أمريكي، ولد في 2 يونيو 1949 في نيويورك في الولايات المتحدة.

## وصلات خارجية
- الموقع الرسمي
- تومي مانديل على موقع ميوزك برينز (الإنجليزية)
- تومي مانديل على موقع أول ميوزيك (الإنجليزية)
- تومي مانديل على موقع ديسكوغز (الإنجليزية)